# Walerian Bayerlein

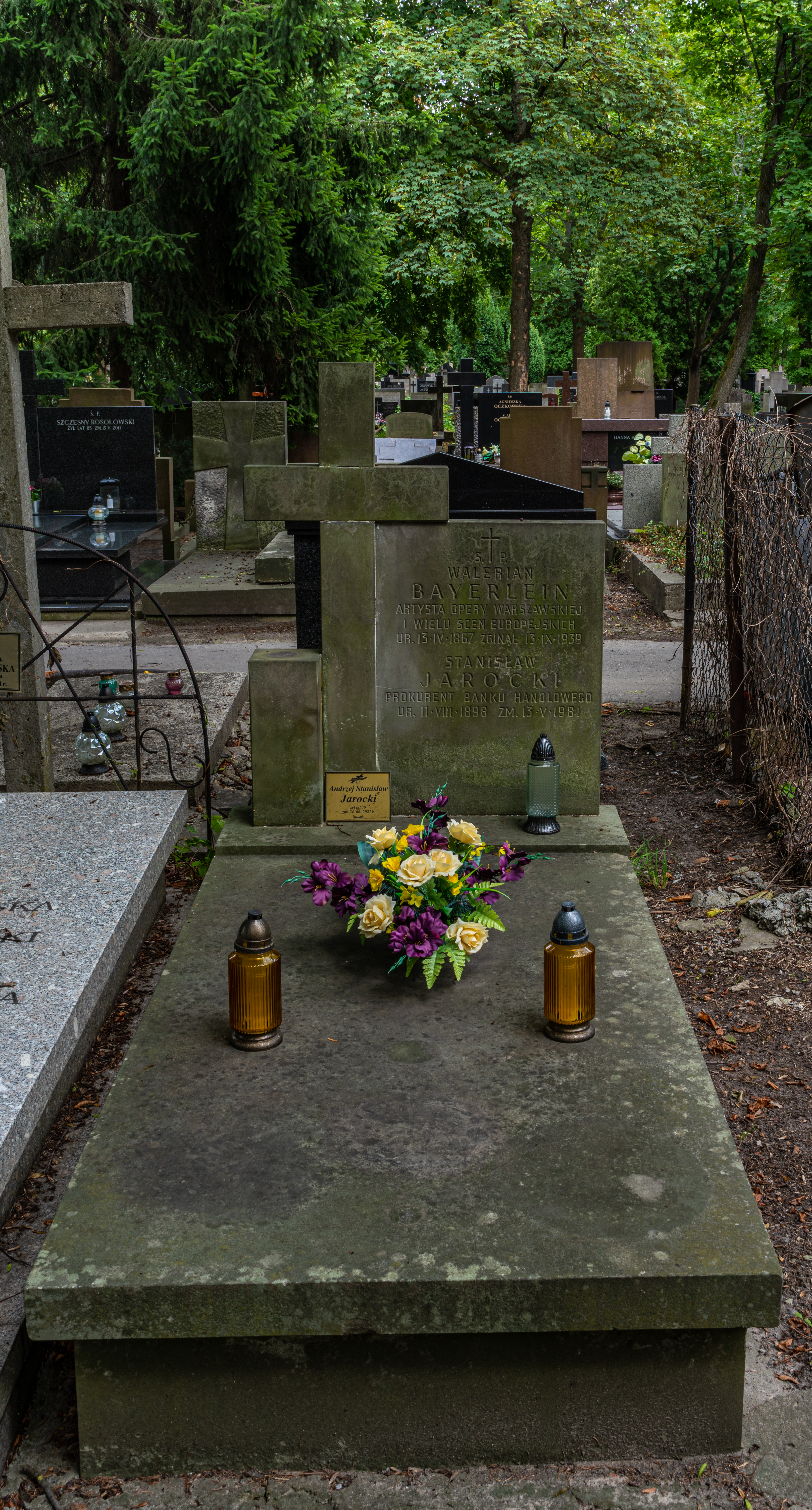
Grób Waleriana Bayerleina na cmentarzu Powązkowskim

Walerian Bayerlein (ur. 13 kwietnia 1867 w Częstochowie, zm. 13 września 1939 w Warszawie) – śpiewak operowy, bas-baryton. 
Był synem Jana (nauczyciela szkoły gimnazjalnej) i Marianny z Gryczmańskich oraz mężem Bronisławy z Góreckich herbu Szeliga (ślub w 1895 roku w Warszawie).
Ukończył Gimnazjum w Częstochowie (w 1885 roku). Studiował w Rosji i Mediolanie u prof. Władysława Millera. Przez 20 lat występował na scenach włoskich. Od 1914 roku gościnnie w Operze Warszawskiej. W 1932 przeszedł na emeryturę. Brał udział w niezliczonej ilości spektakli: La Gioconda (zaprosił go do udziały osobiście Amilcare Ponchielli), Faust, Rigoletto, Cyganeria, Aida, Cyrulik Sewilski, Carmen, Eugeniusz Oniegin, Halka, Straszny dwór.
Był członkiem rzeczywistym warszawskiej "Lutni" oraz Związku Artystów Scen Polskich. Został odznaczony Medalem Odzyskania Niepodległości. Pochowany na cmentarzu Powązkowskim w Warszawie (kwatera 120-2-29)